# میلتس
میلتس (به آلمانی: Milz) یک منطقهٔ مسکونی در آلمان است که در روهیلد واقع شده‌است.
 میلتس  ۹۲۲ نفر جمعیت دارد.